# Splošno slovensko žensko društvo
Splošno slovensko žensko društvo (SŽD) var den första organisationen för kvinnors rättigheter i Slovenien, grundad 1901 och avskaffad 1945. 
Den grundades av Franja Tavcar och Josipine Widmar. Syftet var att arbeta för kvinnors rättigheter, främst rätten till utbildning och yrkesarbete, men rörelsen var också aktiv i arbetet för kvinnlig rösträtt. Den höll kurser, föreläsningar, utställningar och delade ut information, och gjorde också sociala insatser för kvinnor och barn.
Det grundades av en grupp kvinnliga lärare och hustrur till liberala politiker i Ljubljana. Dess målsättning var att ena slovenska kvinnor att verka för kvinnors utbildning och förbättring av deras ekonomiska och sociala rättigheter, och har översatts till ‘comprehensive organisation of Slovene women for the purpose of woman’s education, the raising of her social and economic position and the defence of her interests’. Från 1913 ägnade den sig även åt filantropisk verksamhet.
Slovenien var vid denna tid en del av Österrike och SZD blev 1905 en del Bund Österreichischer Frauenvereine, paraplyorganisationen för Österrikes kvinnoföreningar. Det medverkade därmed i flera av BÖF:s aktioner, mot diskriminering av kvinnliga lärare och för kvinnlig rösträtt. När Slovenien blev en del av Jugoslavien 1918, blev SZD medlem i Jugoslavenski Zhenski Savez. SŽD var Sloveniens mest långvariga kvinnoorganisation. Den upplöstes 1941.